# 세일즈맨의 전설
《세일즈맨의 전설》(中国推销员, China Salesman)은 중국에서 제작된 단빙 감독의 2017년 액션, 드라마, 전쟁 영화이다. 이동학 등이 주연으로 출연하였다. 중국에서 2017년 6월 16일 개봉되었다.

## 출연

### 주연
- 이동학
- 마이크 타이슨
- 스티븐 시걸

### 조연
- 에리크 에부아니

## 반응
리뷰 애그리게이터 로튼 토마토에 따르면 이 영화는 13개 리뷰에 기반하여 8%의 점수를 받았으며 평균 점수는 1.5/10이다. 메타크리틱에서 이 영화는 100점 중 평균 14점을 받으며 "상당히 싫어하는 것"으로 평가되었다.